# Petrești (okręg Ilfov)
Petrești – wieś w Rumunii, w okręgu Ilfov, w gminie Corbeanca. W 2011 roku liczyła 943 mieszkańców.